# Toxobotys aureans
Toxobotys aureans is een vlinder van de familie van de grasmotten (Crambidae). De wetenschappelijke naam van deze soort is voor het eerst voorgesteld door Harjinder Singh Rose en Jagbir Singh Kirti in een publicatie uit 1989.
De soort komt voor in India (Meghalaya).